# Attila Filkor
Attila Filkor, född 12 juni 1988 i Budapest, är en ungersk fotbollsspelare som spelar för Pro Vercelli, på lån från AC Milan. 

## Karriär
Filkor inledde karriären i ungerska storklubben MTK:s ungdomsverksamhet. Efter att ha misslyckats med att ta en plats i A-laget flyttade den 18-årige mittfältaren sommaren 2006 till maltesiska klubben Pietà Hotspurs. Strax därefter värvades han dock till Inters ungdomslag för 90 000 euro. Inter kom senare att få betala ytterligare 144 000 euro i kompensation till MTK.

### Inter
Filkor fick debutera i Inters a-lag redan samma höst. Debuten skedde i Coppa Italia-matchen mot Messina 9 november 2006. Filkor spelade även returmatchen tre veckor senare.
För att få mer speltid flyttade Filkor i januari på lån till Grosseto i Serie B. Under halvåret med Grosseto spelade Filkor 14 matcher, men bara fyra av dem från start 
Säsongen efter lånades Filkor istället ut till Sassuolo, återigen i Serie B. Under en och en halv säsong med Sassuolo spelade han femton matcher innan han vintern 2010 bytte klubb till Gallipoli.

### Milan
Sommaren 2010 lämnade Filkor tillsammans med Cristian Daminuţă och Marco Fossati Inter för rivalen Milan. Milan lånade dock omedelbart ut honom till Serie B-klubben Triestina, där han gjorde 26 framträdanden och två mål.
Inför säsongen 2011-2012 lånades han åter ut, denna gång till Livorno.
28 augusti 2012 lånades Filkor ut till Serie B-laget Bari. Efter tio framträdanden för Bari under hösten lämnade Filkor för Serie B-konkurrenten Pro Vercelli i januari 2013, återigen på lån.

### Landslag
Efter att ha spelat med de flesta av Ungerns ungdomslandslag tog Filkor ut till A-laget första gången i november 2006. Debuten dröjde dock till 7 februari 2007 när han byttes in i en vänskapslandskamp mot Lettland.